# David Campaña
David Campaña Piquer (Marbella,Málaga, España, 23 de mayo de 1974) es un entrenador de fútbol español.

## Trayectoria
Es un entrenador formado en las categorías inferiores de clubes modestos de la provincia de Málaga. 
David fue entrenador del UD Tesorillo de Primera Andaluza en la temporada 2013-14 y posteriormente durante la temporada 2014-2015 sería entrenador y coordinador en las categorías inferiores del Marbella FC.
Durante la temporada 2015-2016 se marcharía a China para dirigir un proyecto de LaLiga.
En 2017 recibió una oferta del FK Utenis Utena, un conjunto en la primera división lituana con el que consiguió salvar la categoría, el club lituano al que dirigió lo apodaban el ‘Spanish Utena’ y el ‘Fresh Football’.
Durante la temporada 2018-19, se convierte en entrenador del CD Alcalá de la Tercera División de España al que entrenaría hasta enero de 2019.
En verano de 2019, se marcha a Armenia para dirigir al Lori Football Club de la Liga Premier de Armenia, al que llega acompañado de su asistente Josu González. Tras una temporada notable en el club modesto que el objetivo era la permanencia, lograrían luchar por puestos europeos.
El 24 de julio de 2020 se convierte en entrenador del FC Ararat-Armenia, vigente campeón de la Liga Premier de Armenia. El español sustituye en el cargo a Vardan Minasyan, quien no llegó a un acuerdo de renovación tras conquistar dos ligas y una Supercopa en los dos años que se mantuvo en el cargo. Además el club armenio tiene participación en la fase previa de la UEFA Champions League. 
El 5 de marzo de 2021, acabaría su etapa en el conjunto armenio.
En la temporada 2021-22, firma como entrenador del Atlético de Porcuna Club de Fútbol de la Tercera RFEF.
El 19 de mayo de 2022, firma como entrenador de El Palo Fútbol Club de la Tercera RFEF. Al final de temporada lograría el ascenso a Segunda Federación, a pesar de ello el técnico malagueño abandonaría el club.
El 27 de junio de 2023 el Sevilla F. C. "C" anunciaría la llegada del entrenador firmando por una temporada.
El 29 de noviembre de 2023, se convierte en entrenador del Linares Deportivo de la Primera División RFEF, cedido por el Sevilla Fútbol Club hasta el final de la temporada. El 16 de abril de 2024, sería destituido al frente del conjunto jienense.

## Clubes
| Club                               | País                | Año       |
| ---------------------------------- | ------------------- | --------- |
| UD Tesorillo                       | Bandera de España   | 2013-2014 |
| FK Utenis Utena                    | Bandera de Lituania | 2017      |
| CD Alcalá                          | Bandera de España   | 2018-2019 |
| Lori Football Club                 | Bandera de Armenia  | 2019-2020 |
| FC Ararat-Armenia                  | Bandera de Armenia  | 2020-2021 |
| Atlético de Porcuna Club de Fútbol | Bandera de España   | 2021-2022 |
| El Palo Fútbol Club                | Bandera de España   | 2022-2023 |
| Sevilla F. C. "C"                  | Bandera de España   | 2023      |
| Linares Deportivo                  | Bandera de España   | 2023-2024 |